# Kemper Arena
Pour les articles homonymes, voir Kemper.
La Kemper Arena (surnommée Allen Fieldhouse East ou Kemp) est une salle omnisports située à Kansas City, dans le Missouri. Elle est nommée d'après Rufus Crosby Kemper Sr., un homme d'affaires qui fit don de $3,2 millions pour la construction de l'arène. À la suite de sa rénovation, la chaîne d'épiceries du Midwest Hy-Vee obtient les droits de dénomination le 17 mai 2018, faisant de Hy-Vee Arena le nom officiel de l'arène.
Ce fut le domicile des Scouts de Kansas City de la Ligue nationale de hockey de 1974 à 1976, des Kings de Kansas City de la National Basketball Association de 1974 à 1985, des Blades de Kansas City de la Ligue internationale de hockey de 1990 à 2001 et des Kansas City Brigade de l'Arena Football League entre 2006 de 2007, ainsi que de nombreuses autres équipes mineures. La Kemper Arena a une capacité de 18 344 places pour les concerts, 17 647 pour le hockey sur glace et 17 585 pour le football en salle puis dispose de 25 suites de luxe.

## Histoire
La Kemper Arena a été achevée en 1974 pour un coût de $22 millions de dollars et est la propriété de la Ville de Kansas City, Missouri. Plus récemment, en 1997, un projet d'agrandissement de $23 millions a ajouté plus de 2 000 sièges et de multiples améliorations.
Le 4 juin 1979 à 18 heures 45, une violente tempête avec des vents de 110 km/h et de fortes pluies a entraîné l'effondrement d'une partie du toit de la Kemper Arena.
La Kemper Arena a toujours eu une relation étroite avec l'équipe de basket-ball des Jayhawks du Kansas. L'équipe a toujours joué au moins une rencontre par an au « Kemp ». Comme il y a de nombreux alumni de l'Université du Kansas dans la région de Kansas City, et que le Allen Fieldhouse est lui-même à environ 64 kilomètres, la foule favorise fortement les Jayhawks. En conséquence, des entraîneurs adverses (notamment Billy Tubbs (en) des Sooners de l'Oklahoma, dont l'équipe a perdu le Final Four basket-ball NCAA de 1988 au Kemper) ont souvent désigné la salle comme Allen Fieldhouse East.
La ville de Kansas City construit l'American Royal Arena en 1922 pour environ $650 000 dollars. En 1991, de nouveaux bâtiments ont été édifiés sur le même emplacement près de la Kemper Arena pour un coût de $33,4 millions. Les nouveaux bâtiment de l'American Royal ont été achevés en 1992.
Le 23 mai 1999, le lutteur canadien Owen Hart meurt dans cette enceinte en tombant d'une passerelle qui était à 30 mètres du sol.

## Événements
- Republican National Convention, 16-19 août 1976
- Finales régionales du Championnat NCAA de basket-ball, 1983, 1986, 1992, 1995, 1996 et 1997
- Final Four basket-ball NCAA, avril 1988
- Tournoi masculin de basket-ball de la Big 12 Conference, 1997 à 2002 et 2005
- Final Four basket-ball NCAA féminin, 1998
- WWF Over the Edge, 23 mai 1999
- WWE Backlash, 21 avril 2002
- WWE New Year's Revolution, 7 janvier 2007
- American Idol saison 8, 8 août 2008

## Galerie

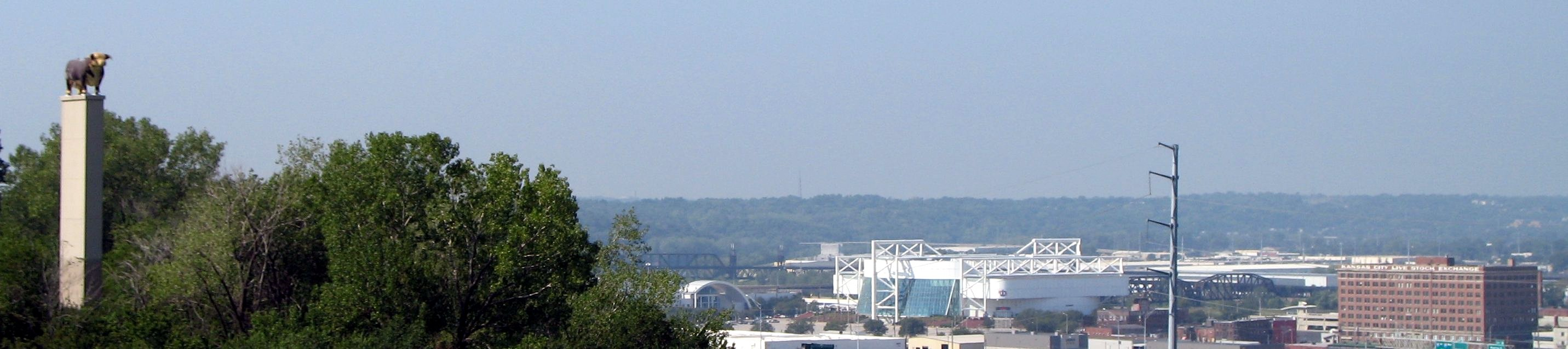
Panorama
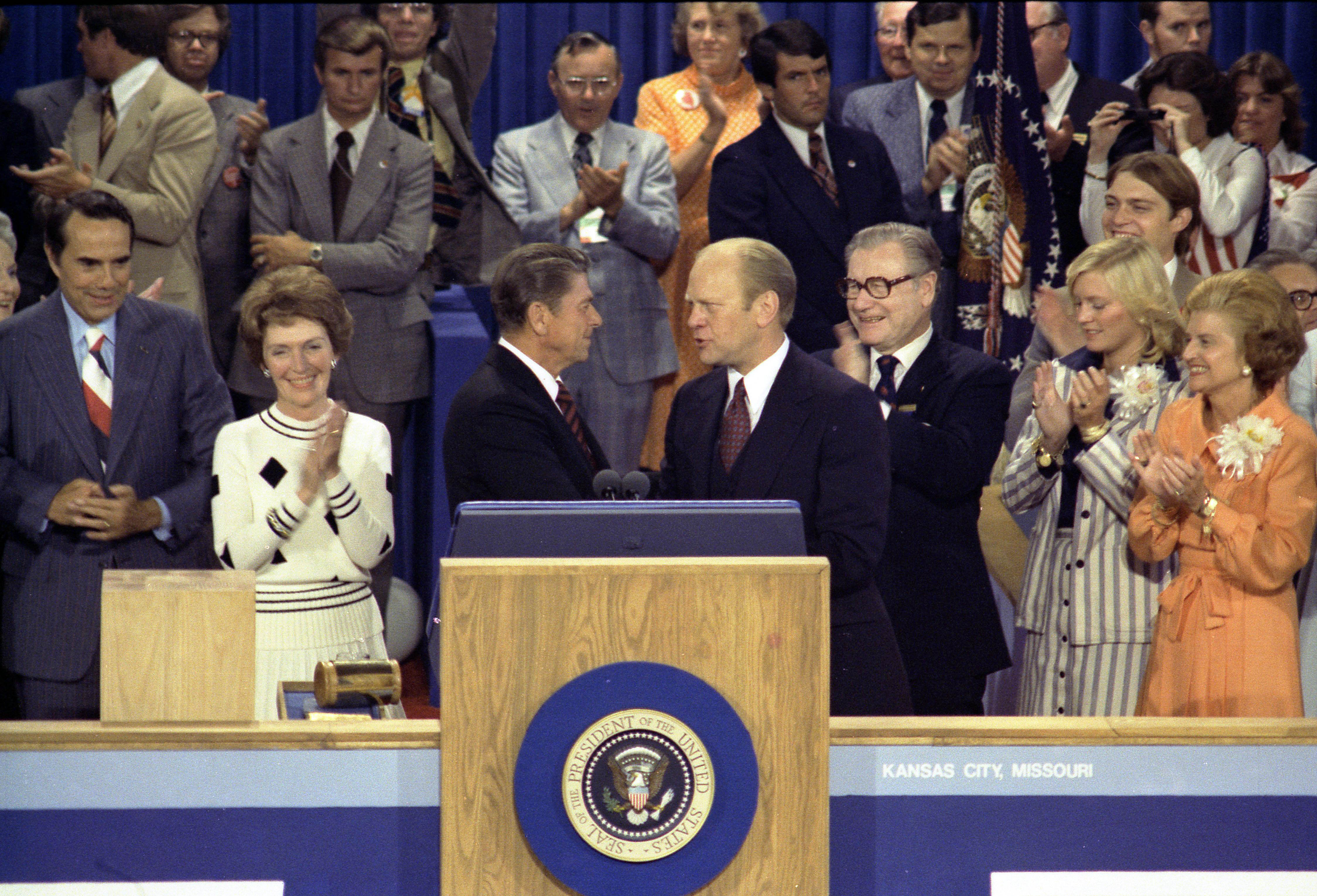
Convention nationale de 1976